# Party for Everybody
A Party for Everybody (magyarul: Buli mindenkinek) egy népi-pop dal, mely Oroszországot képviselte a 2012-es Eurovíziós Dalfesztiválon. A dalt az udmurt Buranovszkije babuski asszonykórus adta elő udmurt–angol nyelvű vegyes verzióban.
A dal a 2012. március 7-én rendezett orosz nemzeti döntőben nyerte el az indulás jogát. A döntőben a nézők telefonos szavazata és a szakmai zsűri alakította ki az eredményt. A dal pedig mind a szavazatok, mind a zsűri által az első helyen végzett, ami a huszonöt fős mezőnyben elegendő volt a győzelemhez.
Az Eurovíziós Dalfesztiválon a dalt először a május 22-én rendezett első elődöntőben adták elő, a fellépési sorrendben tizennegyedikként a dán Soluna Samay Should’ve Known Better című dala után, és a magyar Compact Disco Sound of Our Hearts című dala előtt. Az elődöntőben 152 ponttal az első helyen végzett, így továbbjutott a döntőbe.
A május 26-án rendezett döntőben a fellépési sorrendben hatodikként adták elő, a bosnyák Maya Sar Korake ti znam című dala után és az izlandi Gréta Salóme és Jónsi Never Forget című dala előtt. A szavazás során 259 pontot kapott, mely a 2. helyet helyet jelentette a 26 fős mezőnyben. A maximális 12 pontot egy országtól, Fehéroroszországtól kapta meg.
A következő orosz induló Dina Garipova volt What If című dalával a 2013-as Eurovíziós Dalfesztiválon.

## Külső hivatkozások
- Dalszöveg
- YouTube videó: A Party for Everybody című dal előadása az orosz nemzeti döntőben
- YouTube videó: A Party for Everybody című dal előadása a bakui döntőben